# Abbiategrasso
Abbiategrasso ist eine norditalienische Gemeinde in der Metropolitanstadt Mailand. Sie gehört zur Lombardei.
Die Stadt ist Mitglied der Cittàslow, einer 1999 in Italien gegründeten Bewegung zur Entschleunigung und Erhöhung der Lebensqualität in Städten durch Umweltpolitik, Infrastrukturpolitik, urbane Qualität, Aufwertung der autochthonen Erzeugnisse, Gastfreundschaft, Bewusstsein und landschaftliche Qualität.

### Bevölkerungsentwicklung

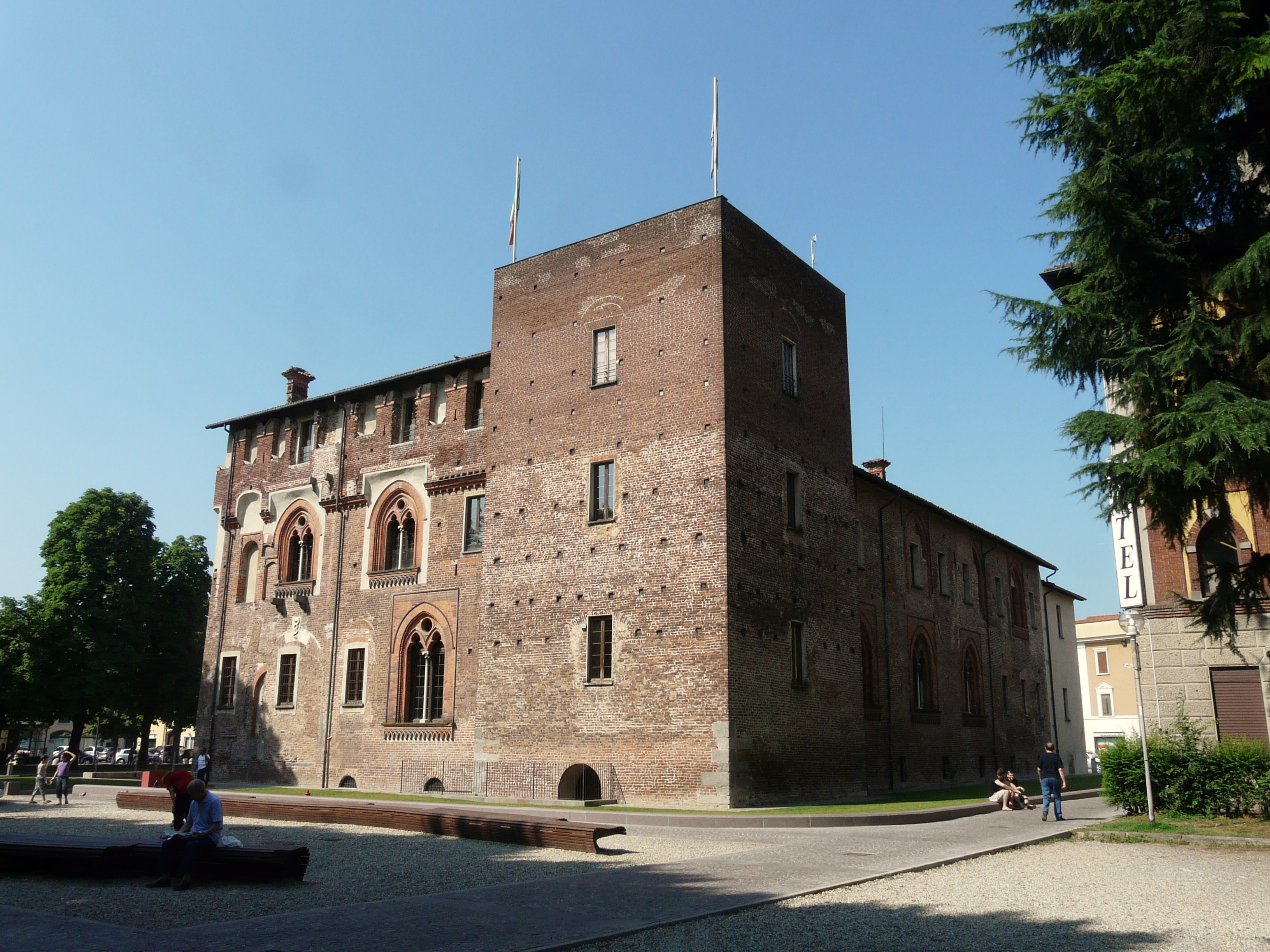
Abbiategrasso, Castello Visconteo

## Lage und Einwohner
Der Ort liegt im Naturpark Parco del Ticino, zu dem ein Großteil des Gemeindegebiets gehört. Er befindet sich etwa 20 km westlich von Mailand in fruchtbarer Gegend nahe am Naviglio Grande, der aus dem 6 km westlich von Abbiategrasso entfernten Ticino nach Mailand führt und aus dem hier der Naviglio di Bereguardo gegen Südosten abgeht. Zu der Gemeinde zählen noch die Fraktionen Ca´Di Biss, Castelletto Mendosio, Castelletto. Zusammen hat sie 32.602 Einwohner (Stand 31. Dezember 2023).

## Geschichte
Im Frühmittelalter entstand an der Stelle des heutigen Abbiategrasso ein Ort, der sich aus dem dort befindlichen, am Rande des Valle Grassa gelegenen Landgut Abianus entwickelte und nach diesem benannt wurde. Er war bis zum 11. Jahrhundert eine Königspfalz und daraufhin eine nahe dem Ticino befindliche Festung der Mailänder. Früher wurde in der Gegend Viehzucht und Reisanbau betrieben. 1167 wurde Abbiategrasso von Kaiser Friedrich I. und 1245 von Friedrich II. erobert. Matteo I. Visconti schlug hier am 24. September 1313 die Guelfen. 1419 fand Filippo Maria Visconti in Abbiategrasso Zuflucht. 1524 kapitulierte hier eine französische Besatzung vor Giovanni de’ Medici; das unter dem Befehl des Admiral Bonnivet und des Chevalier de Bayard stehende französische Hauptheer wurde auf dem Rückzug von Charles III. de Bourbon-Montpensier und dem Marchese von Pescara bei dem 5 km nordwestlich gelegenen Dorf Rebecco geschlagen. Von 1859 bis 1927 existierte der Kreis Abbiategrasso.

## Sehenswürdigkeiten
- Visconti-Kastell (italienisch Castello Visconteo), um 1382 von Gian Galeazzo Visconti über einer früheren Festungsanlage erbaut. Filippo Maria Visconti ließ es nach 1438 renovieren und vergrößern. Während seiner früheren Geschichte hatte es als Festung große strategische Bedeutung. Es hat einen viereckigen Grundriss mit Ecktürmen sowie im Inneren Renaissance-Fresken und Graffiti. Der zentrale Hof besitzt einen Portikus.
- Basilika Santa Maria Nuova wurde 1388 zur Feier der Geburt von Giovanni Maria Visconti, einem Sohn von Gian Galeazzo Visconti, erbaut und besitzt eine Donato Bramante zugeschriebene Vorhalle (1497). Die Innenseite der Kirche ist dreischiffig, die aus dem 15. Jahrhundert stammende Taufkapelle ist mit Sgraffito-Malereien verziert.[6]
- Barockkirche San Bernardino, anlässlich des Besuchs des Kardinals Federico Borromeo über einem aus dem 15. Jahrhundert stammenden Vorgängerbau errichtet. Der Entwurf der Fassade stammt von Francesco Maria Richini. Die einschiffige Innenseite besitzt fünf Seitenaltäre und eine 1853 von den Brüdern Prestinari erbaute Orgel.[6]
- Casa Albini aus dem 15. Jahrhundert

## Städtepartnerschaften
- Langres, Frankreich, Département Haute-Marne
- Ellwangen, Deutschland, Baden-Württemberg

Diese beiden Städte unterhalten auch untereinander eine Städtepartnerschaft.

## Persönlichkeiten
- Christian Abbiati (* 1977), Fußballspieler
- Antonio Calderara (1903–1978), Maler, Zeichner und Lithograph
- Giancarlo Ferrari (* 1942), Bogenschütze
- Gianni Giudici (* 1946), Automobilrennfahrer
- Franco Moschino (1950–1994), Modedesigner
- Giovanni Omboni (1829–1910), Geologe und Paläontologe
- Marco Villa (* 1969), Radrennfahrer